# 世界主义
世界主义（英語：Cosmopolitanism）是一種意識形態，可從正義概念的普世性出發，每一個世界公民都不受歧視地自我決定其發展。世界主义則是此世界因互相依存的網絡交流的全球狀態。
世界主义相信所有的人类都属于一个基于同样道德观念的社群，接受这种观念的人通常被称为世界主义者。世界主义的社群包括一个包容性的道德规范，共享的经济体制，和一个包含所有国家的政治结构。社群之中来自世界各地的人通过彼此的敬意来建立关系。
世界主义者共有建立一个「世界国家」的信念：对统一全人类的政治忠诚，要求民族间的和平与融洽，理解与相互宽容，力求通过经济合作来消灭战争。
世界主义作為一個政治意識型態，和沙文主義對立，則可區分出極端爱国主义、温和爱国主义、温和世界主義及極端世界主義四種型態。
世界主义不见得推崇某种形式的世界政府，仅仅是指国家之间和民族之间更具包容性的道德、经济和政治关系。

## 哲学意义
世界主义思想与广博的国际经验相匹配。世界主义者即“世界公民”，指一个旅游者或者关注全球事务的个人，除了自己原本文化外，对其他文化的关注和品味。英文的这个词语来源于希腊文cosmos（世界）+polis（城市，人民，市民），被古代哲学家所采用，如斯多葛学派和犬儒學派，用之以描述跨越国界的、对人类的博爱。
世界主义者确信，所有的人都有责任去培育和改善、并且尽全力去丰富总体人性。这个理想与普天之下皆兄弟的思想息息相关，人类是一个整体，必须团结一致、彼此扶持。民族国家之间的关系应该是霍布斯所说的自然国家，为了避免冲突和不公，彼此之间应该建立社会契约。
世界主义作家Demetrius Klitou在其著作《人权的敌友》（"The Friends and Foes of Human Rights"）中写道：世界主义是人权运动的主要朋友和不可或缺因素。他说，在欧洲一体化进程中有一个两难困境，我们有欧洲联盟，却没有欧洲人或者欧洲特征。我们有人权观念，却没有人权特征。

## 政治学和社会学意义
德国社会学者烏爾利希·貝克推出了新型的世界主义批评理论，与传统的民族国家政治截然相反。民族国家理论仅仅从政府间的角度考量权力关系，无视经济全球化，或者削足适履地将全球经济关系放进固有的理论框架中。世界主义理论视全球资本为民族国家的可能威胁，并且将其放入全球资本、政府和公民社会共同参与的多元权力的博弈之中。
在世界主义和世界政府之间划一条清晰的界限非常重要。在世界主义理论中，强制单一世界秩序的最好结果是霸权主义，最糟结果是民族优越感。政治学和社会学意义上，世界主义建立于以下基础：
- “承认不同文化的人群之间的差异”
- “承认未来道路的差异”
- “承认人性的差异”
- “承认目标的差异”
- “承认理性的差异”

世界主义在某些方面与普世主义观点相同：被普遍接受的人类尊严观念应该写入国际法，并且受到保护。不过，这个理论也尽力避免分辨各地文化之间的差异。于是，“世界主义的人权宣言”或许要使用无人否定的被动字眼来定义。此外，世界主义呼吁保护环境并且反对技术发展带来的负面影响。
一个世界主义的社会包含多数政府，使用全球或地区共识来与对手角力。
政府也可使用公民社会（比如非政府组织）的力量，增强其行为的正当性，用投资者的帮助推动世界主义的议程。例如：
- 政府将全球的人权和环境监督交给國際特赦組織和绿色和平等在公众心目中具有高度正当性的组织。
- 政府支持非政府组织，引导消费者避免使用破坏普世人权和环境的产品。

### 引用
1. ↑  Deen K. Chatterjee. . Springer. 12 January 2012: 2274–  [20 January 2013]. ISBN 978-1-4020-9160-5.
2. ↑  Robert E. Westerfield; J. Abbink. . Nova Publishers. 2004: 181–  [21 January 2013]. ISBN 978-1-59033-811-7.
3. ↑  海伍德. .
4. ↑  Deen K. Chatterjee. . Springer. 12 January 2012: 4254–  [20 January 2013]. ISBN 978-1-4020-9160-5.